# مقاطعة ماكينزي (داكوتا الشمالية)
ماكينزي (بالإنجليزية: McKenzie)‏ هي إحدى مقاطعات ولاية داكوتا الشمالية في الولايات المتحدة الأمريكية.